# 本阿弥光遜
本阿弥 光遜（ほんあみ こうそん、1879年〈明治12年〉4月29日 - 1955年〈昭和30年〉7月26日）は、日本の研師。刀剣研究家。

## 経歴
1879年(明治12年)、群馬県前橋市にて川口定吉として生まれる。父である孫太郎は本阿弥光賀に師事して研磨と日本刀鑑定を学んでおり、定吉も19歳の春に本阿弥成善（琳雅）に弟子入りして約10年間に及ぶ修業期間を積む。修業期間を経て琳雅の仲介によって光賀の妻の縁者を娶ったとも、名目上の養子なったとも不明であるが光賀の名跡を継ぐことになり本阿弥光遜を名乗るようになった。1914年（大正3年）には日本刀研究会を設立し、機関紙『刀の研究』を発行し刀剣趣味の大衆化に生涯を費やした。
1955年7月26日、肺癌のため新宿区の自宅で死去。

## 著書
- 本阿弥光遜「近代戦と日本刀」、玄光社、1943年7月、NCID BN13502368。
- 本阿弥光遜「日本刀の掟と特徴」、日本刀研究会、1955年7月、NCID BB26166735。
- 本阿弥光遜「日本刀」『明治後期産業発達史資料』第863-864巻第15号、龍溪書舎、2012年5月、NCID BB09478935。
- 本阿弥光遜「日本刀大観」上・下、日本刀研究会、1942年、NCID BA69152123。
- 本阿弥光遜「刀劍鑑定講話」、日本刀研究会、1925年5月、NCID BA31607344。